# Miričina
Miričina är ett samhälle i kommunen Gračanica i Bosnien och Hercegovina. Det har cirka 5 000 invånare. Miričina är mest känt för sin betongfabrik. I orten finns cirka tio affärer, några caféer, internetklubb, videotek och järnvägsstation. I Miricina är sporten inte så stor men man har byggt en 3-mannaplan för fotbollsturneringar under sommaren.Fotbollslaget Lokomotiva Miricina spelar i den andra ligan.
Kända personer: Mia Ar - sångerska, Namir Nukic - fotboll.